# Hôtel Gefflot de Marigny
Pour l’article homonyme, voir Hôtel de Marigny.
L’hôtel Gefflot de Marigny est un hôtel particulier situé à Fougères, dans le département d'Ille-et-Vilaine.

## Localisation
L'hôtel particulier est situé au 18 de la rue de Chateaubriand.

## Histoire
L'hôtel particulier est construit en 1756 pour François Gefflot de Marigny et son épouse Jeanne de La Roche Saint-André. Il passe ensuite à leur fils, le comte François-Jean-Joseph Gefflot de Marigny, qui y réside avec sa femme Marie Anne Françoise de Chateaubriand. La sœur de la comtesse de Marigny, Lucile, marquise de Caud, et son frère, l'écrivain François-René de Chateaubriand, y sont alors souvent hébergés.

## Galerie

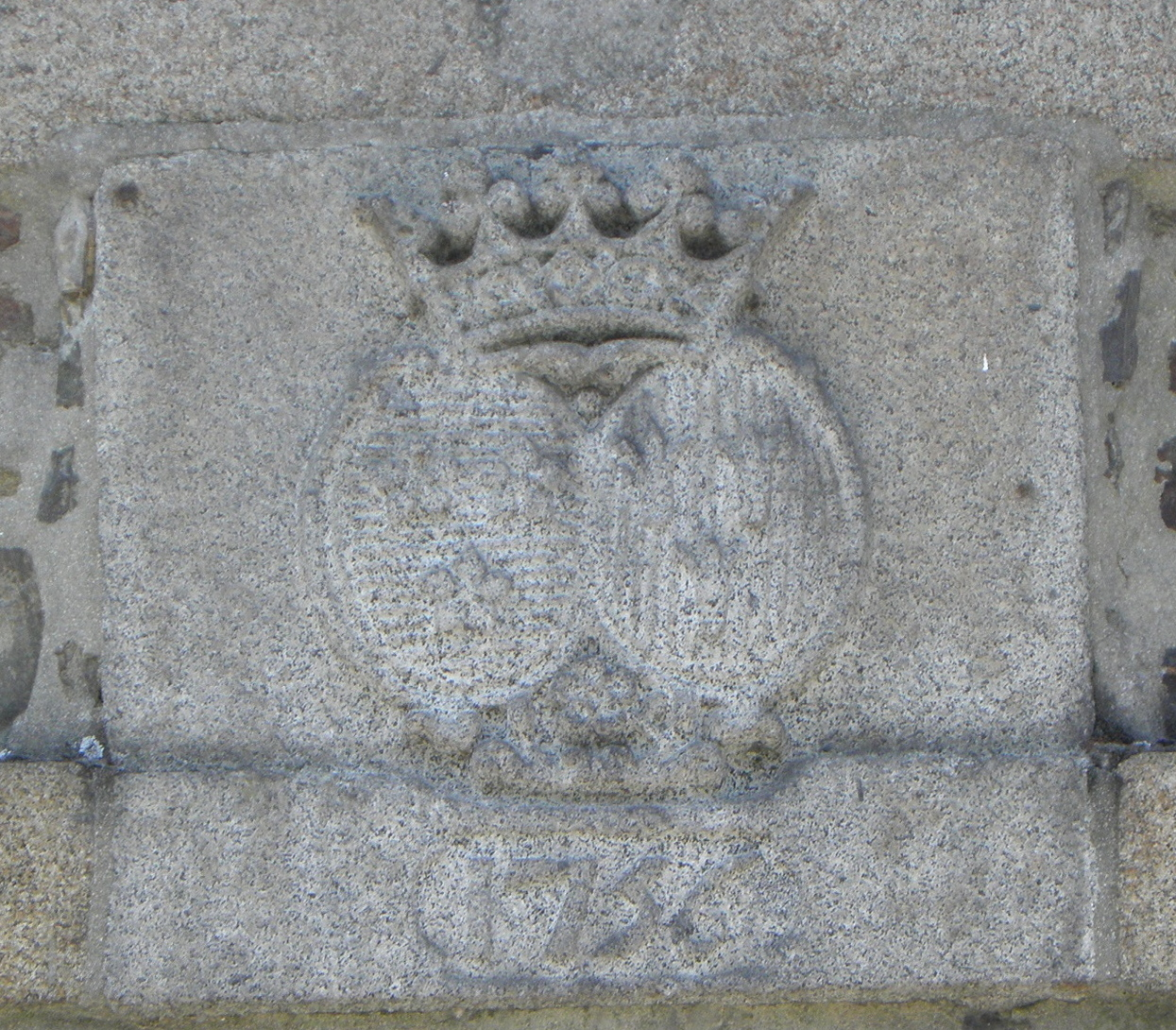
Armes bûchées des Gefflot de Marigny et de La Roche Saint-André.
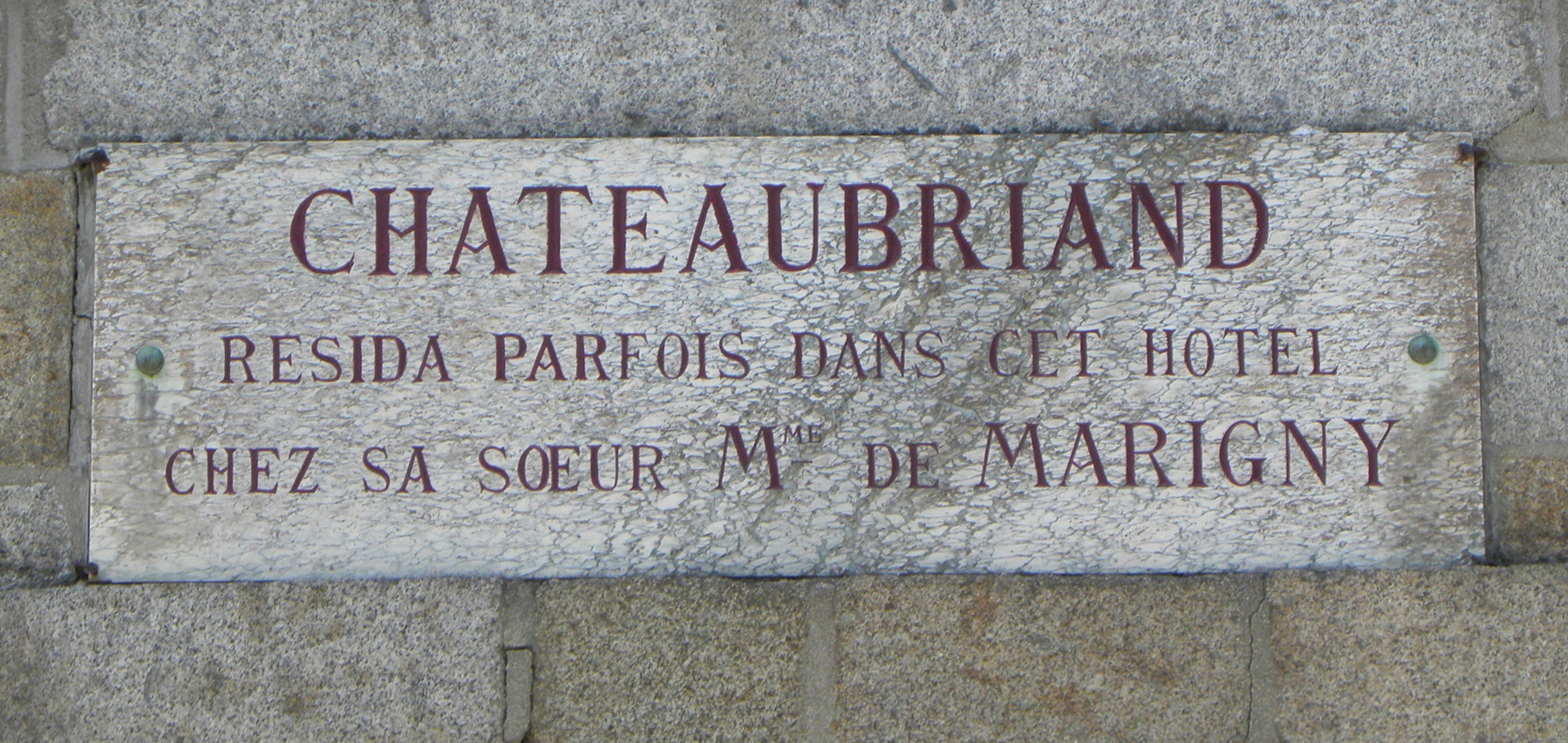
Plaque à la mémoire de Chateaubriand, hôte de l'Hôtel de Marigny.